# Miradouro de Santa Catarina
Het Miradouro de Santa Catarina is een uitkijkpunt gelegen nabij de wijk Bairro Alto in Lissabon, Portugal
Het uitkijkpunt, gelegen op een van de heuvels van de oude stad, geeft een uitzicht over de rivier de Taag. Er is een terras en er ligt een klein parkje bij het uitzichtpunt.